# Coppa Italia di Serie B 2013-2014 (calcio a 5)
La sedicesima edizione della Coppa Italia di Serie B ha avuto inizio il 25 gennaio e si è conclusa il 13 aprile 2014, con regolamento invariato rispetto all'edizione precedente. Sono qualificate alla manifestazione le squadre classificatesi ai primi quattro posti dei sei gironi al termine del girone di andata.
Le 24 formazioni sono state distribuite in otto gironi triangolari la cui composizione è stata determinata il 24 dicembre 2013, e si affrontano reciprocamente tra loro in una gara unica. Si qualificano alla fase successiva solamente le formazioni vincitrici del girone. Il sorteggio per stabilire la squadra che nella prima fase della manifestazione effettuerà la prima gara in casa, è stato effettuato in data 3 gennaio nella sede della Divisione Calcio a 5 in presenza del rappresentante della Società "A.S.D. I Bassotti". La fase finale, organizzata per la quinta edizione consecutiva con la formula Final Eight, si svolgerà dall'11 al 13 aprile presso il PalaErcole di Policoro.

## Squadre qualificate
Alla Coppa Italia di Serie B sono iscritte d'ufficio le Società classificatesi ai primi quattro posti dei gironi A-B-C-D-E-F del girone di andata del Campionato Nazionale di Serie B secondo quanto stabilito dall'art. 51 punto 7 delle Norme organizzative interne FIGC. Le società partecipanti all'edizione 2014 sono:
| Girone A | Girone A     | Girone B | Girone B        | Girone C | Girone C          | Girone D | Girone D           | Girone E | Girone E       | Girone F | Girone F              |
| 1ª       | Astense      | 1ª       | Arzignano       | 1ª       | Montesilvano      | 1ª       | Prato Rinaldo      | 1ª       | Policoro       | 1ª       | Villafranca Tirrena   |
| 2ª       | Bra          | 2ª       | CAME Treviso    | 2ª       | Fratelli Bari     | 2ª       | Carlisport Ariccia | 2ª       | Ares Mola      | 2ª       | Atletico Belvedere    |
| 3ª       | Poggibonsese | 3ª       | Carrè Chiuppano | 3ª       | Porto San Giorgio | 3ª       | Isola              | 3ª       | Partenope      | 3ª       | Atletico Catanzaro SG |
| 4ª       | Bassotti     | 4ª       | Montecchio      | 4ª       | Imola             | 4ª       | L'Acquedotto       | 4ª       | Sala Consilina | 4ª       | CSG Putignano         |

## Prima fase
Le partite del gruppo 3 sono state rinviate per dare modo agli organi disciplinari di pronunciarsi riguardo al reclamo presentato dal Real Cornaredo relativamente alla partita del 7 dicembre persa contro la Star Five per 6-3. Respinto il ricorso e quindi omologato il risultato, la Divisione Calcio a 5 ha provveduto a ratificare la partecipazione del MIR Montecchio, definendo il programma del girone 3.

### 1ª giornata
25 gennaio 2014
- CAME Dosson - Imola 5-3
- I Bassotti - Fratelli Bari 10-6
- Porto San Giorgio - Carrè Futsal Chiuppano 2-4
- Ares Mola - C.S.G. Putignano 7-2
- Atletico Belvedere - L'Acquedotto 8-5
- Futsal Isola - Sporting Sala Consilina 6-0
- Partenope - Atletico Catanzaro SG 3-1

11 febbraio 2014
- Poggibonsese - MIR Montecchio 4-4

### 2ª giornata
8 febbraio 2014
- Fratelli Bari - Arzignano 2-9
- C.S.G. Putignano - Prato Rinaldo 4-6

11 febbraio 2014
- Imola - Libertas Astense 3-2
- Bra - Porto San Giorgio 5-4
- L'Acquedotto - Avis Pleiade Policoro 4-8
- Sporting Sala Consilina - Città di Villafranca 4-4
- Atletico Catanzaro SG - Innova Carlisport 7-8

25 febbraio 2014
- Città di Montesilvano - Poggibonsese 7-3

### 3ª giornata
25 febbraio 2014
- Libertas Astense - CAME Dosson 4-3
- Arzignano - I Bassotti 2-2
- Carrè Futsal Chiuppano - Bra 6-2
- Prato Rinaldo - Ares Mola 8-3
- Avis Pleiade Policoro - Atletico Belvedere 4-1
- Città di Villafranca - Futsal Isola 3-2
- Innova Carlisport - Partenope 3-0

5 marzo 2014
- MIR Montecchio - Città di Montesilvano 3-5

### Classifica[11]

#### Girone 1
|  | Squadra      | P.ti | V | P | S | GF | GS | DR |
|  | ------------ | ---- | - | - | - | -- | -- | -- |
|  | CAME Treviso | 3    | 1 | 0 | 1 | 8  | 7  | +1 |
|  | Astense      | 3    | 1 | 0 | 1 | 6  | 6  | 0  |
|  | Imola        | 3    | 1 | 0 | 1 | 6  | 7  | -1 |
|  |              |      |   |   |   |    |    |    |

#### Girone 3
|  | Squadra      | P.ti | V | P | S | GF | GS | DR |
|  | ------------ | ---- | - | - | - | -- | -- | -- |
|  | Montesilvano | 6    | 2 | 0 | 0 | 12 | 6  | +6 |
|  | Montecchio   | 1    | 0 | 1 | 1 | 7  | 9  | -2 |
|  | Poggibonsese | 1    | 0 | 1 | 1 | 7  | 11 | -4 |
|  |              |      |   |   |   |    |    |    |

#### Girone 5
|  | Squadra       | P.ti | V | P | S | GF | GS | DR |
|  | ------------- | ---- | - | - | - | -- | -- | -- |
|  | Prato Rinaldo | 6    | 2 | 0 | 0 | 14 | 7  | +7 |
|  | Ares Mola     | 3    | 1 | 0 | 1 | 10 | 10 | 0  |
|  | CSG Putignano | 0    | 0 | 0 | 2 | 6  | 13 | -7 |
|  |               |      |   |   |   |    |    |    |

#### Girone 7
|  | Squadra             | P.ti | V | P | S | GF | GS | DR |
|  | ------------------- | ---- | - | - | - | -- | -- | -- |
|  | Villafranca Tirrena | 4    | 1 | 1 | 0 | 7  | 6  | +1 |
|  | Isola               | 3    | 1 | 0 | 1 | 8  | 3  | +5 |
|  | Sala Consilina      | 1    | 0 | 1 | 1 | 4  | 10 | -6 |
|  |                     |      |   |   |   |    |    |    |

#### Girone 2
|  | Squadra       | P.ti | V | P | S | GF | GS | DR  |
|  | ------------- | ---- | - | - | - | -- | -- | --- |
|  | Arzignano     | 4    | 1 | 1 | 0 | 11 | 4  | +7  |
|  | Bassotti      | 4    | 1 | 1 | 0 | 12 | 8  | +4  |
|  | Fratelli Bari | 0    | 0 | 0 | 2 | 8  | 19 | -11 |
|  |               |      |   |   |   |    |    |     |

#### Girone 4
|  | Squadra           | P.ti | V | P | S | GF | GS | DR |
|  | ----------------- | ---- | - | - | - | -- | -- | -- |
|  | Carrè Chiuppano   | 6    | 2 | 0 | 0 | 10 | 4  | +6 |
|  | Bra               | 3    | 1 | 0 | 1 | 7  | 10 | -3 |
|  | Porto San Giorgio | 0    | 0 | 0 | 2 | 6  | 9  | -3 |
|  |                   |      |   |   |   |    |    |    |

#### Girone 6
|  | Squadra            | P.ti | V | P | S | GF | GS | DR |
|  | ------------------ | ---- | - | - | - | -- | -- | -- |
|  | Policoro           | 6    | 2 | 0 | 0 | 12 | 5  | +7 |
|  | Atletico Belvedere | 3    | 1 | 0 | 1 | 9  | 9  | 0  |
|  | L'Acquedotto       | 0    | 0 | 0 | 2 | 9  | 16 | -7 |
|  |                    |      |   |   |   |    |    |    |

#### Girone 8
|  | Squadra               | P.ti | V | P | S | GF | GS | DR |
|  | --------------------- | ---- | - | - | - | -- | -- | -- |
|  | Carlisport Ariccia    | 6    | 2 | 0 | 0 | 11 | 7  | +4 |
|  | Partenope             | 3    | 1 | 0 | 1 | 3  | 4  | -1 |
|  | Atletico Catanzaro SG | 0    | 0 | 0 | 2 | 8  | 11 | -3 |
|  |                       |      |   |   |   |    |    |    |

## Final eight

### Regolamento
Il torneo prevede gare ad eliminazione diretta di sola andata denominate Quarti di Finale, Semifinali e Finale. Qualora, alla fine dei tempi regolamentari, le gare valevoli per i quarti di finale e/o le gare di semifinale, si concludano con un risultato di parità, la vincente verrà determinata dai tiri di rigore. Limitatamente alla gara di finale, in caso di parità al termine del tempo regolamentare, verranno disputati due tempi supplementari di 5 minuti ciascuno. In caso di ulteriore parità la vittoria della manifestazione si assegnerà tramite i tiri di rigore. Il sorteggio del tabellone della Final eight, in programma dall'11 al 13 aprile al PalaErcole di Policoro, si è svolto il 3 aprile a Roma presso la sede della Divisione Calcio a 5.

### Tabellone
|  | Quarti di finale    | Quarti di finale    | Quarti di finale   |                    |                     | Semifinali          | Semifinali | Semifinali |  |  | Finale | Finale | Finale |  |
|  |                     |                     |                    |                    |                     |                     |            |            |  |  |        |        |        |  |
|  | Carrè Chiuppano     | Carrè Chiuppano     | 4 (5)              |                    |                     |                     |            |            |  |  |        |        |        |  |
|  | Carrè Chiuppano     | Carrè Chiuppano     | 4 (5)              |                    |                     |                     |            |            |  |  |        |        |        |  |
|  | Villafranca Tirrena | Villafranca Tirrena | 4 (6)              |                    |                     |                     |            |            |  |  |        |        |        |  |
|  | Villafranca Tirrena | Villafranca Tirrena | 4 (6)              |                    | Villafranca Tirrena | Villafranca Tirrena | 5          |            |  |  |        |        |        |  |
|  |                     |                     |                    |                    | Villafranca Tirrena | Villafranca Tirrena | 5          |            |  |  |        |        |        |  |
|  |                     |                     | Montesilvano       | Montesilvano       | 6                   |                     |            |            |  |  |        |        |        |  |
|  | CAME Treviso        | CAME Treviso        | Montesilvano       | Montesilvano       | 6                   | 1                   |            |            |  |  |        |        |        |  |
|  | CAME Treviso        | CAME Treviso        |                    |                    |                     |                     |            |            |  |  |        |        |        |  |
|  | Montesilvano        | Montesilvano        | 3                  |                    |                     |                     |            |            |  |  |        |        |        |  |
|  | Montesilvano        | Montesilvano        | 3                  |                    | Montesilvano        | Montesilvano        | 4          |            |  |  |        |        |        |  |
|  |                     |                     |                    |                    |                     |                     |            |            |  |  |        |        |        |  |
|  |                     |                     | Arzignano          | Arzignano          | 3                   |                     |            |            |  |  |        |        |        |  |
|  | Arzignano           | Arzignano           | Arzignano          | Arzignano          | 3                   | 0 (4)               |            |            |  |  |        |        |        |  |
|  | Arzignano           | Arzignano           |                    |                    |                     |                     |            |            |  |  |        |        |        |  |
|  | Prato Rinaldo       | Prato Rinaldo       | 0 (3)              |                    |                     |                     |            |            |  |  |        |        |        |  |
|  | Prato Rinaldo       | Prato Rinaldo       | 0 (3)              |                    | Arzignano           | Arzignano           | 1          |            |  |  |        |        |        |  |
|  |                     |                     |                    |                    | Arzignano           | Arzignano           | 1          |            |  |  |        |        |        |  |
|  |                     |                     | Carlisport Ariccia | Carlisport Ariccia | 0                   |                     |            |            |  |  |        |        |        |  |
|  | Policoro            | Policoro            | Carlisport Ariccia | Carlisport Ariccia | 0                   | 4                   |            |            |  |  |        |        |        |  |
|  | Policoro            | Policoro            |                    |                    |                     |                     |            |            |  |  |        |        |        |  |
|  | Carlisport Ariccia  | Carlisport Ariccia  | 5                  |                    |                     |                     |            |            |  |  |        |        |        |  |

### Quarti di finale
| Arbitri: | Riccardo Davì (Bologna) Andrea Di Vito (L’Aquila) |
| Crono:   | Luigi Sala (Campobasso)                           |

|                                                                    |                      |                                                              |
| Ranieri 23'19’’ Josić 27'30’’ Lucca 31'38’’ Iglesias Nunez 34'15’’ | Marcatori            | 32'33’’ Orofino 36'11’’ Di Trapani 37'45’’, 39'57’’ Di Carlo |
| Pedrinho Iglesias Nunez Lucca Peron Bianco                         | Tiri di rigore 1 – 2 | Salomao Orofino Madonia Ferreira Di Trapani                  |

| Arbitri: | Denis Kodra (Trento) Alessandro Ribaudo (Frosinone) |
| Crono:   | Aurelio Di Lucchio (Venosa)                         |

|                      |           |                                                |
| M. Bordignon 38'39’’ | Marcatori | 31'48’’ Correia 35'31’’ Burato 36'24’’ Palusci |

| Arbitri: | Donato Lamanuzzi (Molfetta) Luca Mario Vannucchi (Prato) |
| Crono:   | Arrigo D’Alessandro (Bernalda)                           |

|                                                              |                      |                                           |
| M. Brancher Amoroso Antonelli Scandolara J. Brancher Concato | Tiri di rigore 4 – 3 | Nica Reali Nené Sinibaldi Guerra Colaceci |

| Arbitri: | Pierluigi Tomassetti (Ascoli Piceno) Cristian Cavicchiolo (Bassano del Grappa) |
| Crono:   | Gianluca Gramegna (Molfetta)                                                   |

|                                                                      |           |                                                                                    |
| Peruzzi 5'44’’ Chalo 19'23’’ (rig.) Peruzzi 27'04’’ Villalba 31'51’’ | Marcatori | 2'00’’ Borsato 4'33’’ Bresciani 15'47’’ Borsato 21'06’’ Bresciani 22'34’’ Richartz |

### Semifinali[13]
| Arbitri: | Daniele Intoppa (Roma 2) Simone Micciulla (Roma 2) |
| Crono:   | Antonio Marino (Agropoli)                          |

|                                                                       |           |                                                                                                   |
| Ferreira 4'42’’ Di Trapani 26'08’’, 26'39’’ Ferreira 28'55’’, 33'30’’ | Marcatori | 2'31’’ Júnior 3'30’’, 12'01’’ Burato 16'07’’ Fernando Calderolli 24'55’’ Júnior 27'56’’ Di Pietro |

| Arbitri: | Marco Di Filippo (Teramo) Natale Mazzone (Imola) |
| Crono:   | Dario Di Nicola (Pescara)                        |

|                            |           |  |
| M. Brancher 35'08’’ (rig.) | Marcatori |  |

### Finale[14]
| Arbitri: | Rocco Morabito (Vercelli) Luigi Fiorentino (Molfetta) |
| Crono:   | Fabio Pagliarulo (Napoli)                             |

| |            | |
| A. Bordignon 1'34’’, 8'33’’ Júnior 13'20’’, 32'23’’ | Marcatori  | 6'36’’ Peretto 8'12’’ Scandolara 15'10’’ Amoroso |
| Piero Mazzocchetti Andrei Bordignon Alex Di Pietro Douglas Correia Júnior Saverio Palusci Francesco Bonifazi Christian Capitano Daniele Giansante Marcello Zulli Fernando Calderolli Federico Pieragostino | Formazioni | · Ulisse Rubega · Márcio Brancher · Luciano Antonelli · Cristiano Scandolara · Fabrizio Amoroso · Davide Fracaro · Carlos Danieli · Alberto Dal Maso · João Brancher · Stefano Peretto · Marco Concato · Stefano Tedeschi |
| Gianluca Marzuoli | Allenatori | Márcio Brancher |

## Classifica marcatori
| Gol |  |  | Giocatore             | Squadra             |
| --- |  |  | --------------------- | ------------------- |
| 4   |  |  | Ivan Alves Júnior     | Montesilvano        |
| 3   |  |  | Diego Burato          | Montesilvano        |
| 3   |  |  | Andrea Di Trapani     | Villafranca Tirrena |
| 3   |  |  | Marcus Ferreira       | Villafranca Tirrena |
| 2   |  |  | Andrei Bordignon      | Montesilvano        |
| 2   |  |  | Luiz Henrique Borsato | Carlisport Ariccia  |
| 2   |  |  | Cristian Bresciani    | Carlisport Ariccia  |
| 2   |  |  | Vincenzo Di Carlo     | Villafranca Tirrena |
| 2   |  |  | Daniel Peruzzi        | Policoro            |
| 1   |  |  | Fabrizio Amoroso      | Arzignano           |
| 1   |  |  | Michele Bordignon     | CAME Treviso        |
| 1   |  |  | Márcio Brancher       | Arzignano           |
| 1   |  |  | Fernando Calderolli   | Montesilvano        |

| Gol |  |  | Giocatore             | Squadra             |
| --- |  |  | --------------------- | ------------------- |
| 1   |  |  | Júlio Chalo           | Policoro            |
| 1   |  |  | Douglas Correia       | Montesilvano        |
| 1   |  |  | Alex Di Pietro        | Montesilvano        |
| 1   |  |  | Daniel Iglesias Nunez | Carrè Chiuppano     |
| 1   |  |  | Dalibor Josić         | Carrè Chiuppano     |
| 1   |  |  | Juan Lucca            | Carrè Chiuppano     |
| 1   |  |  | Pedro Orofino         | Villafranca Tirrena |
| 1   |  |  | Saverio Palusci       | Montesilvano        |
| 1   |  |  | Stefano Peretto       | Arzignano           |
| 1   |  |  | Pablo Ranieri         | Carrè Chiuppano     |
| 1   |  |  | Renato Richartz       | Carlisport Ariccia  |
| 1   |  |  | Cristiano Scandolara  | Arzignano           |
| 1   |  |  | René Villalba         | Policoro            |